# バスケットボールシリア代表
バスケットボールシリア代表(Syria national basketball team)は、シリアバスケットボール連盟によって国際大会に派遣されるバスケットボールのナショナルチームである。

## 歴史
当初はヨーロッパ連盟に加盟しており、1949年のユーロバスケットにも出場した。
1958年から1961年まではエジプトと連合である「アラブ連合共和国代表」として国際大会に参加していた。
アジア選手権は1999年の福岡大会で初出場。2001年には最高位の4位となった。

## 主な国際大会成績
- 夏季オリンピック
  - 出場なし
- 世界選手権
  - 出場なし
- アジア選手権
  - 4位：2001年
- アジア大会
  - 10位：2006年